# Atanas Mikhaïlov
Atanas Hristov Mikhaïlov (bulgare : Атанас Xpиcтов Михайлов) (né le 5 juillet 1949 à Sofia en Bulgarie et mort le 1er octobre 2006 dans la même ville) est un joueur de football international bulgare, qui évoluait au poste d'attaquant, avant de devenir entraîneur.

## Biographie

### Carrière de joueur

#### Carrière en sélection
Avec l'équipe de Bulgarie, il dispute 45 matchs (pour 23 buts inscrits) entre 1970 et 1981. 
Il figure notamment dans le groupe des sélectionnés lors de la coupe du monde de 1974. Lors de ce mondial il dispute trois matchs : contre la Suède, l'Uruguay et les Pays-Bas.
Il participe également aux Jeux olympiques de 1968 organisés à Mexico (sans toutefois jouer de match).

## Palmarès
| Lokomotiv Sofia - Championnat de Bulgarie (2) : - Champion : 1963-64 et 1977-78. |  | Bulgarie olympique - Jeux olympiques : - Argent : 1968. |  | - Footballeur bulgare de l'année (1) : 1979. |